# 이탈리아 파시즘
이탈리아 파시즘(이탈리아어: fascismo italiano 파시즈모 이탈리아노[*])은 이탈리아에서 발달한 파시즘 이념이다. 베니토 무솔리니가 지도한 3개 정당의 이념이었다.
이탈리아 파시즘은 이탈리아 국민주의 및 국민생디칼리슴에 그 뿌리를 두고 있다. 이탈리아 파시스트들은 이탈리아 국민성의 우월함을 드러내고 쇠퇴를 막기 위해 이탈리아의 영토를 확장시키는 데 골몰했다. 이탈리아 파시스트들은 근대 이탈리아가 고대 로마의 후계자이며, 이것이 지중해를 석권하는 이탈리아 제국을 만들어 이탈리아 국민의 스파치오 비탈레("생활권")를 확보하는 것을 증거한다고 주장했다.
이탈리아 파시스트들은 경제적으로는 협동조합주의를 표방하여 계급간 협조를 통한 계급간 투쟁 해소를 의도했다.
이탈리아 파시즘은 자유주의, 특히 그 중에서도 고전자유주의에 반대했다. 무솔리니를 비롯한 이탈리아 파시스트 지도자들은 고전자유주의를 개인주의의 파탄이라고 평가절하했다. 하지만 그렇다고 프랑스 대혁명 이전의 세계로 회귀하고자 하는 반동주의를 추구하지도 않았다. 파시즘은 구체제 역시 결함투성이라고 생각했고 진보를 지향했다. 즉 파시즘은 국민주의에 반대하는 마르크스주의식 사회주의에 반대하는 한편, 동시에 드 메스트르식의 반동보수주의에도 반대한 것이다.  이탈리아 파시즘은 이탈리아 국민주의의 성공을 위해서는 이탈리아인들이 공유하는 전통과 역사에 대한 존중과 근대화된 이탈리아에의 헌신이 함께 필수적이라고 판단했다.

## 주요 신념

### 민족주의

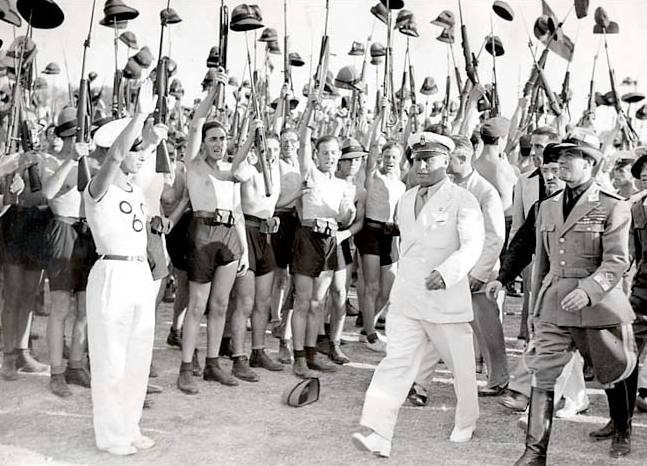
1935년의 베니토 무솔리니와 파시스트 국가안보의용민병대

이탈리아 파시즘은 이탈리아 민족주의에 기초하며, 미완성이라고 생각하는 리소르지멘토를 미회수된 이탈리아의 합병을 통해 완성시키려 했다. 국가 파시스트당 (PNF) 은 1921년에 창당되어 "국가에 헌신하는 혁명적 민병대"로서 활동한다고 선언했으며,이는 질서, 규율, 계층이라는 세 가지 원칙에 기반한 정책을 따른다.
이는 현대 이탈리아를 로마 제국과 르네상스 시대의 후계자로 규정하고 로마니타스의 문화적 정체성을 향상시키기 위함이였다.
이탈리아 파시즘은  역사적으로 강력한 이탈리아 제국을 제3의 로마로 만들고자 하였으며, 고대 로마를 제1의 로마로, 르네상스 시대의 이탈리아를 제2의 로마로 규정했다 이탈리아 파시즘은 고대 로마를 본떠 만들었으며, 특히 무솔리니는 파시스트 권력의 모델을  율리우스 카이사르에게서, 제국 건설의 모델은 아우구스투스에게서 본받았다.
조반니 젤틸레가 무솔리니를 대신하여 대필한 파시즘의 교리 (1932),  에서 볼 수 있듯이, 이탈리아 파시즘은  제국주의를 조장했다.
파시스트 국가는 권력과 제국에 대한 욕구이다. 여기서 로마의 전통은 강력한 영향력을 가지며, 파시즘 교리에 따라르면 제국은 영토적 또는 군사적 또는 상업적 개념일 뿐만 아니라 영적, 도덕적 개념이다. — 무솔리니와 조반니 젤틸레, 파시즘의 교리 (1932)

#### 실지회복주의와팽창주의

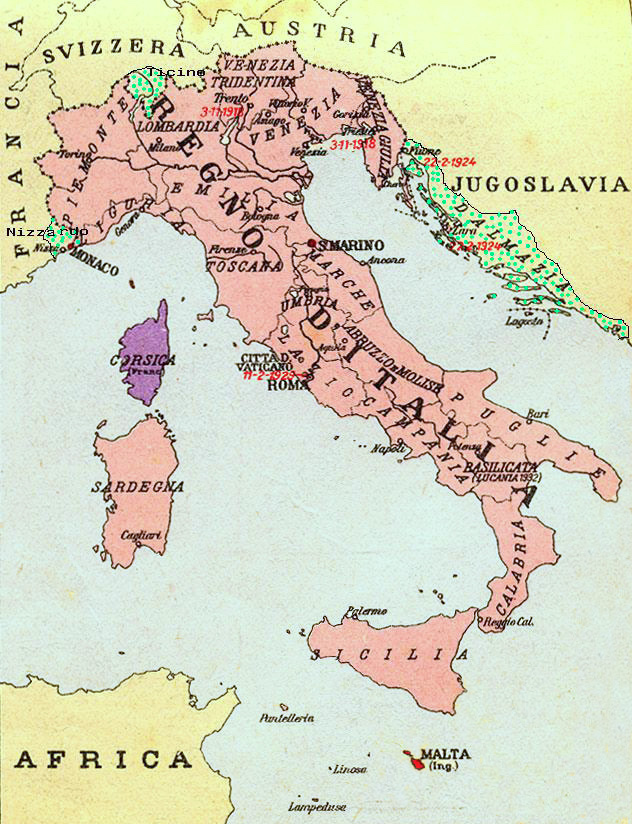
1930년대에 이탈리아 민족의 지역이 주장되었고, 사부아와 코르푸는 나중에 주장됐다.
니스, 티치노 와 달마티아
몰타
코르시카

파시스트들은 이탈리아 통일 이후 이루어진 주세페 마치니의 리소르지멘토 의 복원의 필요성을 강조했는데, 그들은 이가 조반니 졸리티 시대의 이탈리아에서 무시됐다고 주장했다. 파시즘은 구원받지 못한 영토를 이탈리아에 편입시키고자 하였다.  이탈리아 동쪽에서 파시스트들은 달마티아가 이탈리아 문화의 영토이며, 이탈리아화 된 남슬라브족 계통의 이탈리아인(달마티아 이탈리아인)이 달마티아에서 쫒겨나 이탈리아로 망명했다고 주장했으며, 그들의 귀환을 지지했다.
무솔리니는 달마티아가 수세기 동안 로마 제국과 베니스 공화국, 달마티아의 베네치아 문화유산 등에 기초한 주장을 통해 이탈리아와 동일한 문화적 뿌리를 가지고 있으며, 베네치아식 통치는 모든 달마티아인에게 이로우며 이미 그들에게 받아들여졌다고 주장했다.

## 같이 보기
- 파시즘
- 국가 파시스트당
- 신파시즘
- 나치즘
- 쇼와 국가주의
- 전체주의
- 베니토 무솔리니
- 조르주 소렐
- 레프 트로츠키